# Russell McCormmach
Russell Keith McCormmach (* 1933) ist ein US-amerikanischer Historiker der Physik.
McCormmach wuchs in Walla Walla auf und studierte Physik am Washington State College (Bachelor-Abschluss 1955) und Politik, Philosophie und Wirtschaftswissenschaften an der Oxford University als Rhodes-Stipendiat (Bachelor-Abschluss 1959). Danach arbeitete er als Elektronik-Ingenieur an den Bell Laboratories. 1967 promovierte er in Wissenschaftsgeschichte am Case Institute of Technology bei Martin J. Klein. Er war danach Professor für Wissenschaftsgeschichte an der University of Pennsylvania und der Johns Hopkins University (bis 1983), später an der University of Oregon. Dort ist er inzwischen emeritiert.
McCormmach beschäftigte sich mit deutscher Physik des 19. und 20. Jahrhunderts. Bekannt wurde sein Buch Nachtgedanken eines klassischen Physikers, den fiktiven Erinnerungen eines älteren deutschen Physikprofessors (Viktor Jacob genannt) der sich Anfang des 20. Jahrhunderts den revolutionären Umwälzung der Physik (Relativitätstheorie, Quantentheorie und Atomphysik) gegenübersieht, und gleichzeitig dem Zusammenbruch des Deutschen Reichs im Ersten Weltkrieg. Die Figur ist teilweise an Paul Drude angelehnt, der 1906 durch Suizid starb und dessen Jacob in dem Buch sich als Freund erinnert.
Er schrieb eine Biographie von Henry Cavendish mit seiner Frau Christa Jungnickel und ebenfalls mit ihr zusammen eine Geschichte der deutschen theoretischen Physik im 19. und beginnenden 20. Jahrhundert. Seine Biographie des englischen Naturforschers John Michell, dessen Briefe er auch herausgab, erschien 2012.
Er erhielt 1987 den Pfizer-Preis der History of Science Society, den John Frederick Lewis Award der American Philosophical Society und den Abraham-Pais-Preis für 2010 der American Physical Society.
1969 gründete er die Zeitschrift Historical Studies in the Physical Sciences (heute Historical Studies in the Physical and Biological Sciences), die er zehn Jahre herausgab.

## Schriften
- Nachtgedanken eines klassischen Physikers. Insel 1984, ISBN 978-3458141341. (Englisches Original: Night Thoughts of a Classical Physicist. Harvard University Press 1982, ISBN 978-0674624603)
- Mit Christa Jungnickel: Intellectual Mastery of Nature: Theoretical Physics from Ohm to Einstein. Zwei Bände, University of Chicago Press 1986, 1990. Bd. I The torch of mathematics 1800-1870, Bd. II The now mighty theoretical physics 1870-1925, ISBN 978-0226415857
- Mit Christa Jungnickel: Cavendish. American Philosophical Society 1996
- Mit Christa Jungnickel: Cavendish - the Experimental Life, Bucknell University Press 1999, ISBN 978-0838754450
- Speculative Truth: Henry Cavendish, Natural Philosophy, and the Rise of Modern Theoretical Science. Oxford University Press 2004, ISBN 978-0195160048
- Weighing the World. The Reverend John Michell of Thornhill. Springer, Dordrecht-Heidelberg-London-New York 2012, ISBN 978-9400720213, e-ISBN 978-9400720220